# İbrahimköy, Bozkurt
İbrahimköy là một xã thuộc huyện Bozkurt, tỉnh Kastamonu, Thổ Nhĩ Kỳ. Dân số thời điểm năm 2008 là 77 người.